# Kostel svatého Michaela archanděla (Blatno u Chomutova)
Kostel svatého Michaela archanděla je římskokatolický kostel v Blatně v okrese Chomutov. Je zasvěcený svatému Michaelovi archandělovi. Od roku 1963 je chráněn jako kulturní památka.

## Historie a popis
Stavba kostela začala roku 1782 pod vedením kadaňského stavitele Jana Václava Kosche. Již za dva roky byl kostel vysvěcen. Současná podoba je výsledkem rekonstrukce z roku 1892. Hlavní oltář byl postaven v roce 1775.
Kostel má obdélnou loď s plochým stropem, ukončenou uvnitř půlkruhovým presbytářem. Na vnější straně je presbytář trojboký. Čtvercová sakristie stojí na jižní straně a v jejím patře je oratoř. K západnímu průčelí je připojena hranolová věž.
Po mnoha letech chátrání se od roku 2013 provádí rekonstrukce, jejíž předpokládaná cena bude 15 miliónů korun.

## Zařízení
Před devastací kostela se uvnitř nacházel oltář z roku 1775 s mladším obrazem svatého Michaela a za ním byl na zdi namalovaný iluzívní oltář z doby výstavby kostela. Z stejné doby pocházela také ornamentální malba na půlkruhovém vítězném oblouku. Zařízení doplňovaly dva novodobé boční oltáře, kazatelna, rokokové varhany ze druhé poloviny osmnáctého století a křtitelnice od mosteckého V. Pedrasche ze druhé poloviny devatenáctého století.
Varhany postavil v roce 1782 Johann Georg Ignaz Schmidt z Lokte. V osmdesátých letech dvacátého století je jako neopravitelné odkoupil restaurátor, a hudební nástroj byl poté považován za ztracený. V roce 2022 byly varhany objeveny v drážďanské dílně varhanáře Kristiana Wegscheidera. Ten je v předešlých letech částečně zrekonstruoval a obec, které kostel patří, od něj hudební nástroj za tři milióny korun koupila. Po dokončení jejich opravy budou varhany umístěny zpět do kostela.

## Galerie

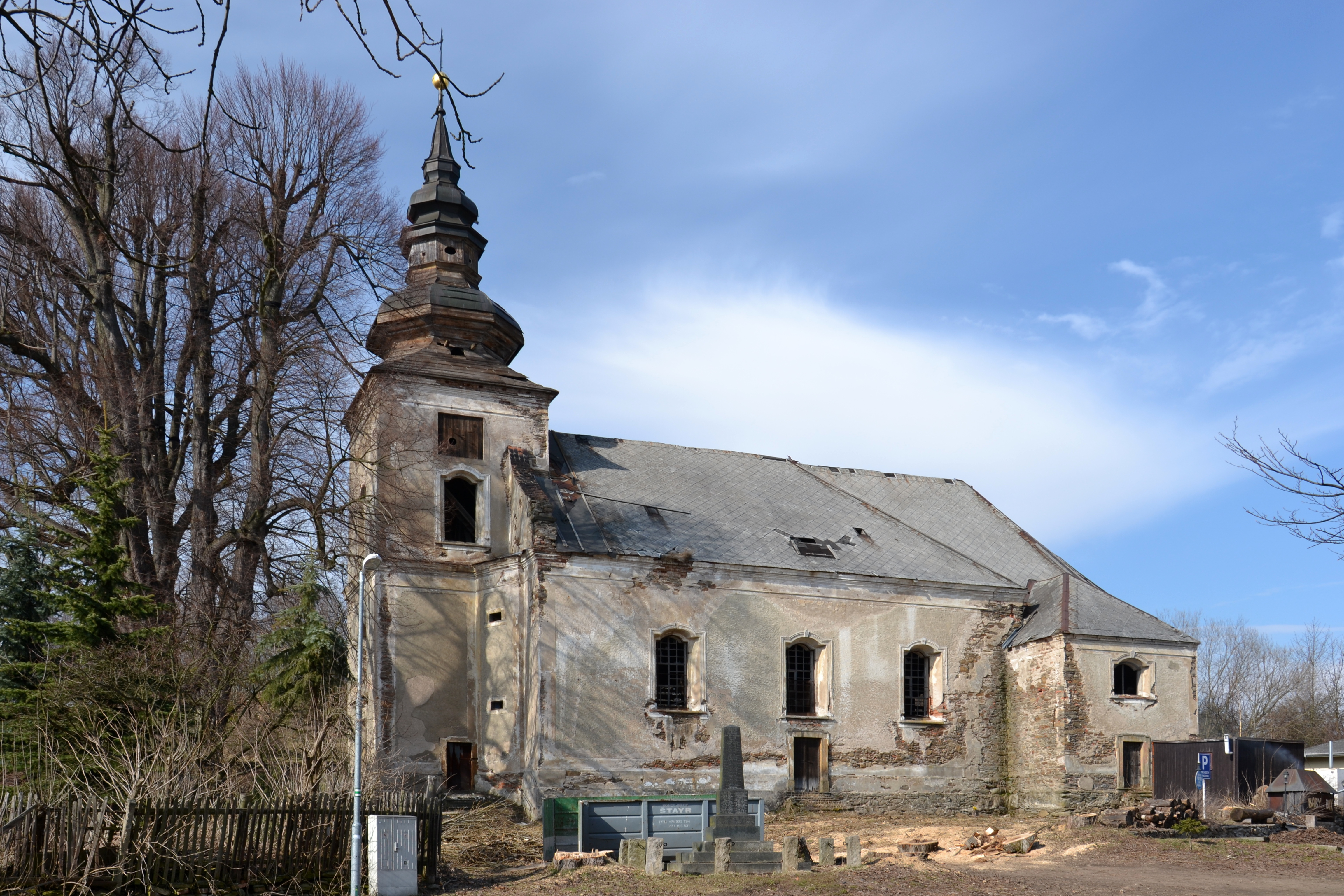
Stav před opravou střechy (2013)
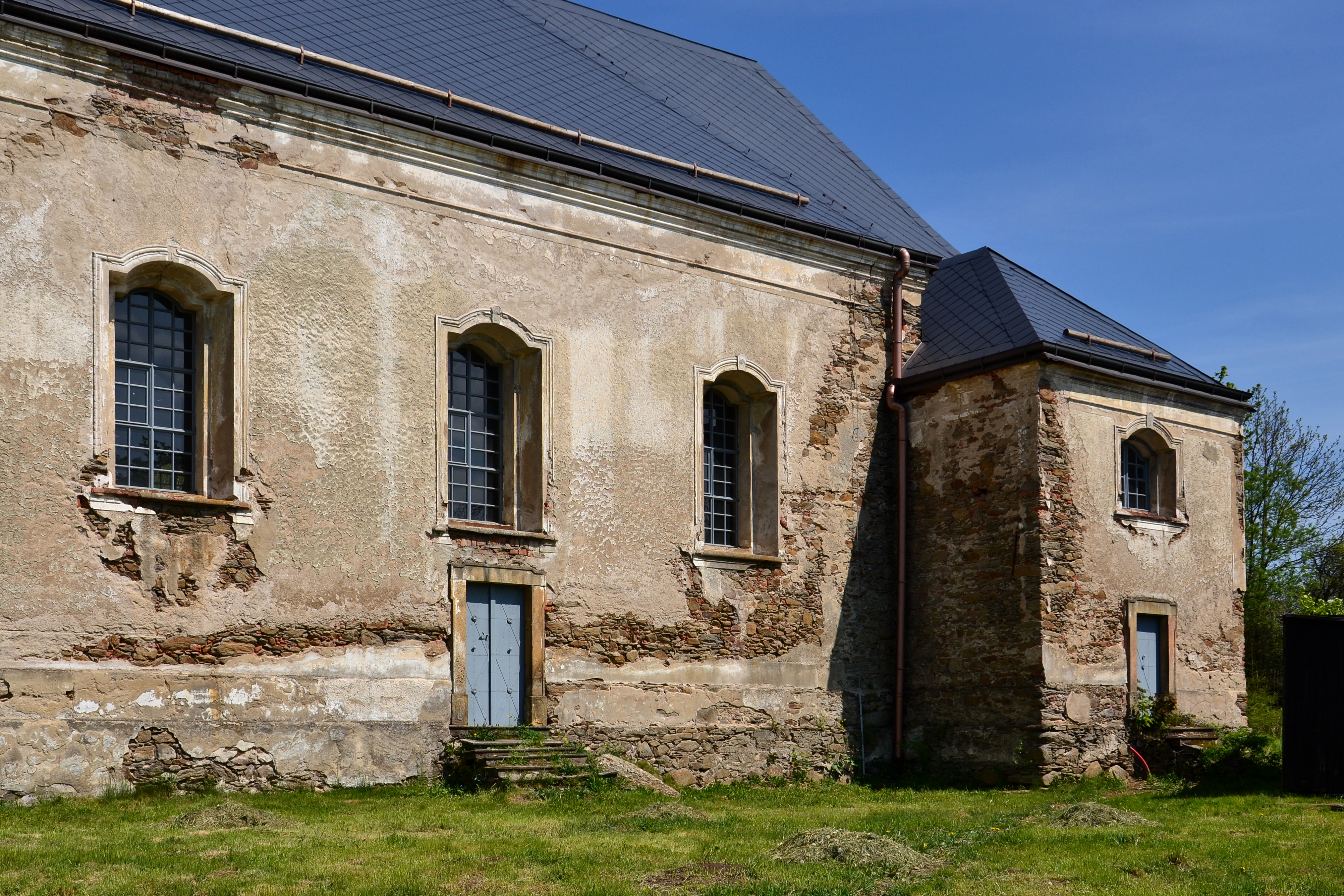
Jižní strana se sakristií (2016)
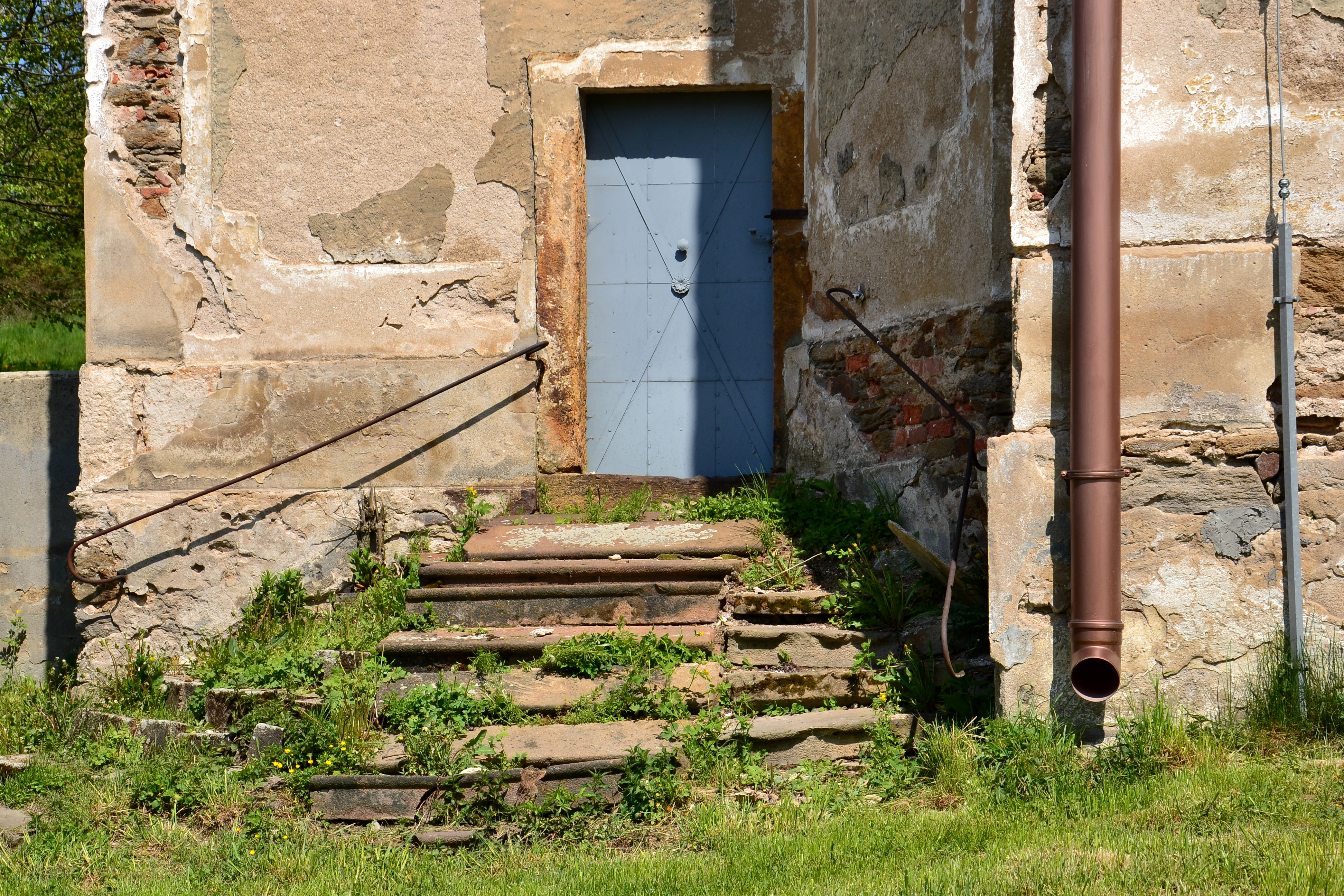
Vstup do věže (2016)
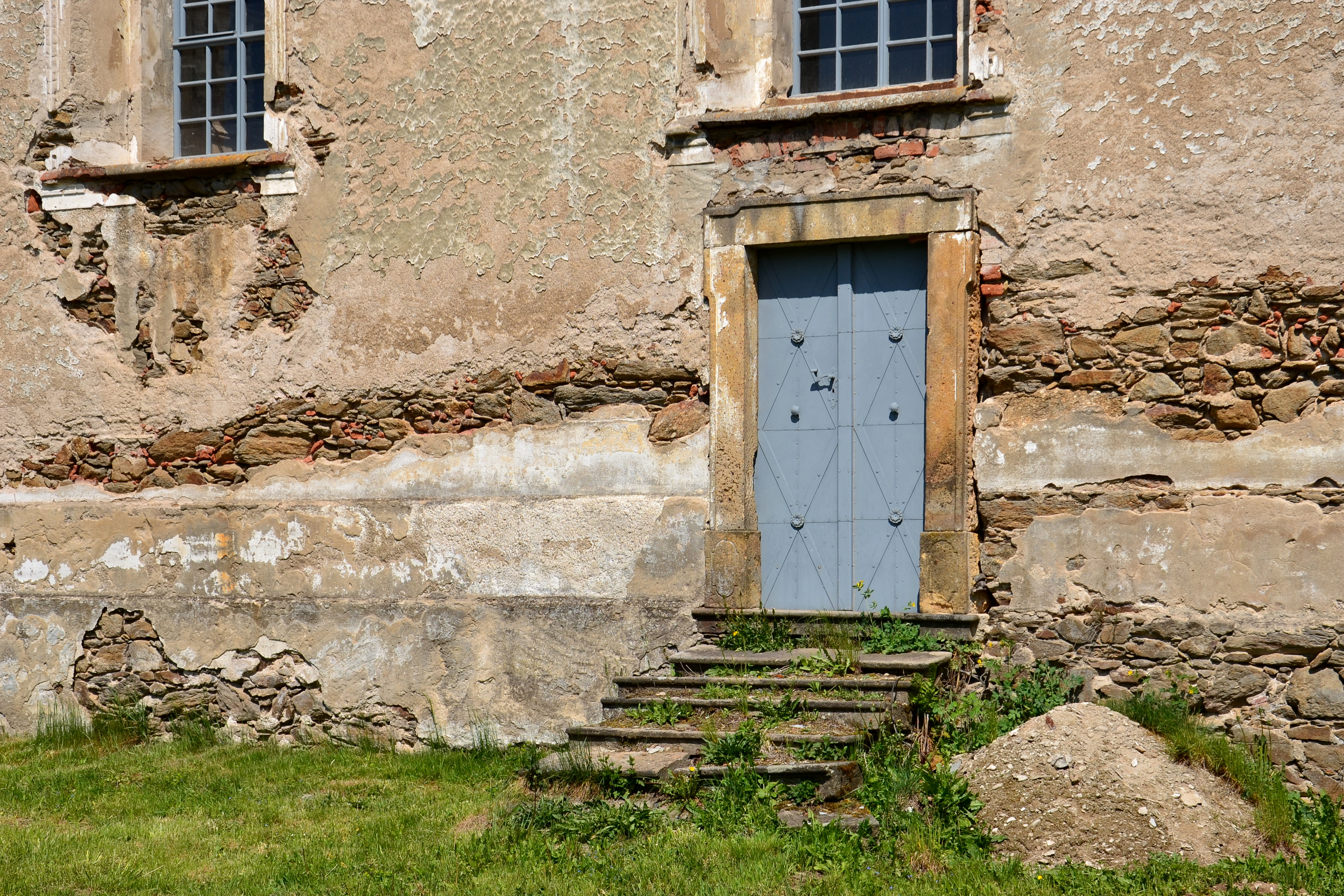
Vstup do lodi (2016)